# Jezreel Corrales
Jezreel Corrales (San Miguelito, Panamá, 12 de julio de 1991) es un boxeador panameño apodado "El Invisible". Fue campeón mundial superpluma de la WBA y campeón número 30 del boxeo en Panamá.

## Carrera profesional
Luego de intentos fallidos por parte de pugilistas anteriores, Jezreel Corrales, logra convertirse en el campeón número 30 en la historia del boxeo panameño. 
El 17 de diciembre de 2015 derrota al mexicano Juan Antonio Rodríguez, conquistando el título vacante interino superpluma de la Asociación Mundial de Boxeo, lo cual le abre las puertas para optar por el campeonato absoluto de la división. 

### Título Mundial Superpluma AMB
El 27 de abril de 2016 derrota sorpresivamente al campeón absoluto de la división, el experimentado japonés Takashi Uchiyama, arrebatándole, por nocaut, el campeonato mundial superpluma de la Asociación Mundial de Boxeo.
La revancha no se hizo esperar, pero nuevamente derrota al japonés. En pelea realizada el 31 de diciembre de 2016, esta vez por decisión, y demostrando buen boxeo, logra retener su corona.

## Récord profesional
| 26 Ganadas (10 KOs), 8 Derrotas (3 KOs) |        |                        |      |            |                                                    |                                                     |
| Res.                                    | Récord | Oponente               | Tipo | Datos      | Localidad                                          | Notas                                               |
| D                                       | 26-8   | Ricardo Núñez          | UD   | 2024-10-19 | Arena Roberto Duran, Panamá                        |                                                     |
| D                                       | 26-7   | Francisco Fonseca      | TKO  | 2024-07-20 | Estadio Ricardo Saprissa Ayma, San Juan de Tibas   |                                                     |
| D                                       | 26-6   | Jon Fernández          | UD   | 2024-03-09 | Frontón Bizkaia, Bilbao                            |                                                     |
| D                                       | 26-5   | Albert Batyrgaziyev    | TKO  | 2023-02-04 | Sport Palace “Nadezhda”, Serpukhov, Rusia          |                                                     |
| G                                       | 26-4   | Miguel Madueño         | UD   | 2022-03-12 | Arena Roberto Duran, Panamá                        |                                                     |
| G                                       | 25-4   | Jesús Bravo            | UD   | 2021-10-15 | Arena Roberto Duran, Panamá                        |                                                     |
| G                                       | 24-4   | Miguel Ángel Martínez  | KO   | 2021-05-21 | Los Andes Mall, Panamá                             |                                                     |
| D                                       | 23-4   | Chris Colbert          | UD   | 2020-01-18 | Liacouras Center, Philadelphia                     |                                                     |
| D                                       | 23-3   | Ladarius Miller        | SD   | 2019-07-27 | Royal Farms Arena, Baltimore                       |                                                     |
| G                                       | 23-2   | Olvani Sierra          | TKO  | 2019-04-30 | Fantastic Casino de Albrook Mall, Ciudad de Panamá |                                                     |
| D                                       | 22-2   | Alberto Machado        | KO   | 2017-10-21 | Turning Stone Resort Casino, Verona, Nueva York    | Pierde el Título Mundial de la WBA peso superpluma  |
| G                                       | 22-1   | Robinson Castellanos   | TD   | 2017-07-15 | Forum, Inglewood, California                       | Retiene el Título Mundial de la WBA peso superpluma |
| G                                       | 21-1   | Takashi Uchiyama       | SD   | 2016-12-31 | Ota-City General Gymnasium, Tokio                  | Retiene el Título Mundial de la WBA peso superpluma |
| G                                       | 20-1   | Takashi Uchiyama       | KO   | 2016-04-27 | Ota-City General Gymnasium, Tokio                  | Gana el Título Mundial de la WBA peso superpluma    |
| G                                       | 19-1   | Juan Antonio Rodríguez | RTD  | 2015-12-17 | Arena Roberto Durán, Ciudad de Panamá              | Gana el Título Mundial Interino AMB peso superpluma |
| G                                       | 18-1   | Felix Sabez            | TKO  | 2015-07-23 | Centro de Convenciones Atlapa, Ciudad de Panamá    | Gana el Título Fedecaribe AMB peso superpluma       |
| G                                       | 17-1   | Edgar Guillen          | TKO  | 2014-12-19 | Gimnasio Los Naranjos, Boquete, Panamá             |                                                     |
| G                                       | 16-1   | Walter Estrada         | TKO  | 2014-11-20 | Hotel RIU, Ciudad de Panamá                        |                                                     |
| G                                       | 15-1   | Carlos Rivas           | KO   | 2014-07-19 | Gimnasio Los Naranjos, Boquete, Panamá             |                                                     |
| G                                       | 14-1   | Eusebio Osejo          | DQ   | 2014-01-25 | Gimnasio Los Naranjos, Boquete, Panamá             |                                                     |
| N                                       | 13-1   | Jonathan Pérez         | NC   | 2013-08-03 | Arena Roberto Durán, Ciudad de Panamá              | Combate anulado por antidopaje                      |
| G                                       | 13-1   | Irving Berry           | UD   | 2013-05-22 | Hotel RIU, Ciudad de Panamá                        | Gana el Título Latino CMB peso pluma                |
| G                                       | 12-1   | René Alvarado          | UD   | 2013-01-24 | Hotel RIU, Ciudad de Panamá                        |                                                     |
| G                                       | 11-1   | Fabián Marimon         | UD   | 2012-09-01 | Arena Roberto Durán, Ciudad de Panamá              |                                                     |
| G                                       | 10-1   | Antonio Fernández      | TKO  | 2012-05-24 | Arena Roberto Durán, Ciudad de Panamá              |                                                     |
| G                                       | 9-1    | Rolando Giono          | SD   | 2012-04-11 | Hotel Veneto, Ciudad de Panamá                     | Gana el Título Nacional peso pluma                  |
| G                                       | 8-1    | Rolando Giono          | SD   | 2011-11-23 | Arena Roberto Durán, Ciudad de Panamá              |                                                     |
| G                                       | 7-1    | Javier Coronado        | UD   | 2011-08-11 | Arena Roberto Durán, Ciudad de Panamá              |                                                     |
| G                                       | 6-1    | José Forero            | MD   | 2011-06-02 | Hotel Veneto, Ciudad de Panamá                     |                                                     |
| G                                       | 5-1    | Omar Anderson          | UD   | 2011-02-10 | Centro de Convenciones Atlapa, Ciudad de Panamá    |                                                     |
| G                                       | 4-1    | Roris Samudio          | TKO  | 2010-12-18 | Jardín La Unión, La Chorrera, Panamá               |                                                     |
| G                                       | 3-1    | Saúl Cedeno            | UD   | 2010-08-05 | Hotel Veneto, Ciudad de Panamá                     |                                                     |
| G                                       | 2-1    | Antonio Luy            | UD   | 2010-06-17 | Discoteca Dubái, Ciudad de Panamá                  |                                                     |
| D                                       | 1-1    | Jhonatan Arenas        | UD   | 2009-04-30 | Arena Roberto Durán, Ciudad de Panamá              |                                                     |
| G                                       | 1-0    | Johnatan Calderón      | UD   | 2009-02-13 | Sala de Eventos La Eskina, Ciudad de Panamá        |                                                     |